# ニューラルスケーリング則
機械学習において、ニューラルスケーリング則（ニューラルスケーリングそく、英: neural scaling law）は、ニューラルネットワークのパラメータに関するスケーリング則である。

## 概要
一般的に、ニューラルネットワークモデルは、モデルの大きさ、訓練データセットの大きさ、訓練コスト、訓練後の性能という４つのパラメータにより特徴付けられる。４つのパラメータは実数として正確に定義することができ、また単純な統計則に従うことが経験的に知られている。これらのパラメータは通常、{\displaystyle N,D,C,L}（パラメータ数、データセットの大きさ、計算コスト、損失）と表記される。 

### モデルの大きさ
ほとんどの場合、モデルの大きさとはパラメータ数を指す。しかし、Mixture-of-Expert モデルといったスパースモデルにおいてはその限りではない。スパースモデルの推論には、パラメータ全体の一部のみが利用される。それと比べて、他のほとんどのニューラルネットワークモデル（Transformer など）では、常にすべてのパラメータを利用して推論が行われる。

### 訓練データセットの大きさ
訓練データセットの大きさは通常、それに含まれるデータ点の数で定量化される。モデルの学習には豊富で多様な情報源が必要であるため、訓練データセットはより大きなものが好まれる。これにより、モデルを未知のデータを適用した際の汎化性能が向上する。 しかし、訓練データセットを大きくすることは、モデルの訓練に必要な計算リソースと時間が増加することも意味する。
ほとんどの大規模言語モデルで用いられている「事前に訓練し、微調整する」方法では、事前訓練データセットと微調整データセットと呼ばれる、２種類の訓練データセットが用いられる。これらの大きさはモデルの性能にそれぞれ異なる影響を及ぼす。一般的に、微調整には事前訓練時と比べて1%未満の大きさのデータセットが用いられる。
微調整には少数の高品質なデータで十分であり、より多くのデータを用いても性能が向上しない場合もある。

### 訓練コスト
訓練コストは通常、時間（訓練にどれだけの時間が必要か）と計算リソース（訓練にはどれだけの計算能力とメモリが必要か）の観点から測られる。特筆すべきは、訓練コストは効率的な訓練アルゴリズム、最適化されたソフトウェア、GPU や TPU 上での並列計算により大幅に削減できることである。
ニューラルネットワークモデルの訓練コストは、モデルの大きさ、訓練データセットの大きさ、訓練アルゴリズムの複雑さ、利用可能な計算リソースといった要素の関数として考えることができる。 特に、訓練データセットを２倍に増やすことは、必ずしも訓練コストが２倍になることを意味しない。これは、あるデータセット（これを１エポックとして扱う）に対して何回もモデルを訓練することがあるためである。

### 性能
ニューラルネットワークモデルの性能は、与えられた入力から、どれほど正確に出力を予測できるかで評価される。一般的な評価指標としては以下がある。
- 識別タスクにおける、正解率、適合率、再現率、F1 スコア（英: accuracy, precision, recall, F1 score）
- 回帰タスクにおける、平均二乗誤差（MSE）や平均絶対誤差（MAE）
- 言語モデルにおける、トークンあたりの負の対数尤度（パープレキシティの対数）
- 他のモデルに対するイロレーティング（例: コンピュータチェス[6]や人間による評価[7]）

モデルの性能は、より多くのデータ、より大きなモデル、異なる訓練アルゴリズムの併用、過適合の防止、検証データセットによる早期終了により改善することができる。